# Megazostrodontidae
A Megazostrodontidae az emlősszerűek (Synapsida) osztályába és a Morganucodonta rendjébe tartozó fosszilis család.

## Tudnivalók
A Megazostrodontidae családból eddig csak a Megazostrodont ismerik jól. E család fajait korábban a Triconodonta, mai nevén Eutriconodonta rendbe sorolták (feltételezik, hogy a korábban Triconodonta név alatt ismert rend a Cynodontia emlősszerűekből fejlődött ki a triász és a jura korok határán) A legújabb vizsgálatok szerint a Megazostrodontidae-fajok inkább a Mammaliaformes csoportba tehetők. Az emlősök és mammaliaformesok között a különbség csak kladisztikus és filogenetikus; szóval a mammaliaformesok ugyanannyi mértékben emlősök, mint az emlősök osztályának a többi rendje.
Ezeknek a korai emlősöknek számos olyan jellemzőik voltak, amelyek megkönnyítették a megélhetésüket. Ezeknek az állatoknak négyféle, újfajta foguk fejlődött ki: metszőfog, szemfog, kiőrlő és nagyőrlő. Addig a hüllőknek és az egyéb állatoknak, nagyjából mindegyik foguk egyforma volt. Az új fogak megkönnyítették a táplálkozást. A csontvázaik is fejlettebbek voltak; a végtagok a test alatt és nem oldalt helyezkedtek el, így fürgébbek lettek. A mellkasuk összeszűkült, tüdejük megnyúlt, így több levegőhöz jutottak. Az alsó állkapocs csontjai egy darabba forrtak össze - addig a hüllőknek 7 darabból állt. Az állkapocs fölösleges csontjai a fülhöz „vándoroltak”, megalkotva a középfület (auris media), amely jobb hallást biztosított hordózojának.
Valószínűleg az evolúciójuk legfőbb sikere az volt, hogy melegvérűkké váltak. Ez azért volt előnyös számukra, mert nem függtek többet a naptól és a környezetük adottságaitól. A „változás” rossz oldala azonban az volt, hogy mindig táplálékszerző úton voltak, hogy testhőmérsékletüket fent tudják tartani. A hideg vérű hüllők napokig vagy hetekig kibírták táplálék nélkül, a zsírrétegükből élve.

## Rendszerezés
A családba az alábbi nemek tartoztak:
- Brachyzostrodon
- Dinnetherium
- Indozostrodon
- Megazostrodon típusnem
- Wareolestes